# Väderöarna
Väderöarna är en tidigare bebodd skärgård som består av hundratals klippholmar och skär i Skagerrak.  Hela ögruppen ligger i Tanums kommun (Kville och Tanums socknar) och är belägen ca 13 km väster om Fjällbacka. Ögruppen är skild från fastlandet av Väderöfjorden.
På en av de sydligaste öarna, Väderöbod, finns en fyrplats som tidigare var bemannad. På Storön i den norra ögruppen fanns tidigare lotsar och lotsutkiken finns kvar. I en av de gamla lotsbostäderna finns idag ett året runt-öppet värdshus och gästhamnen används av fritidsbåtar. På Storön har även Statens Fastighetsverk renoverat hamnanläggningen. På Hamnerö i sydost, finns två övernattningsbodar som tidigare användes under hummerfisket. Nu är stugorna öppna för allmänheten.
Öarna tillhöriga de norra Väderöarna med den gamla lotsstationen ägs och förvaltas idag av Statens fastighetsverk, de södra öarna är privatägda av ättlingar till de fiskare som ursprungligen byggde de två övernattningsstugorna på Hamnerö.

## Historia

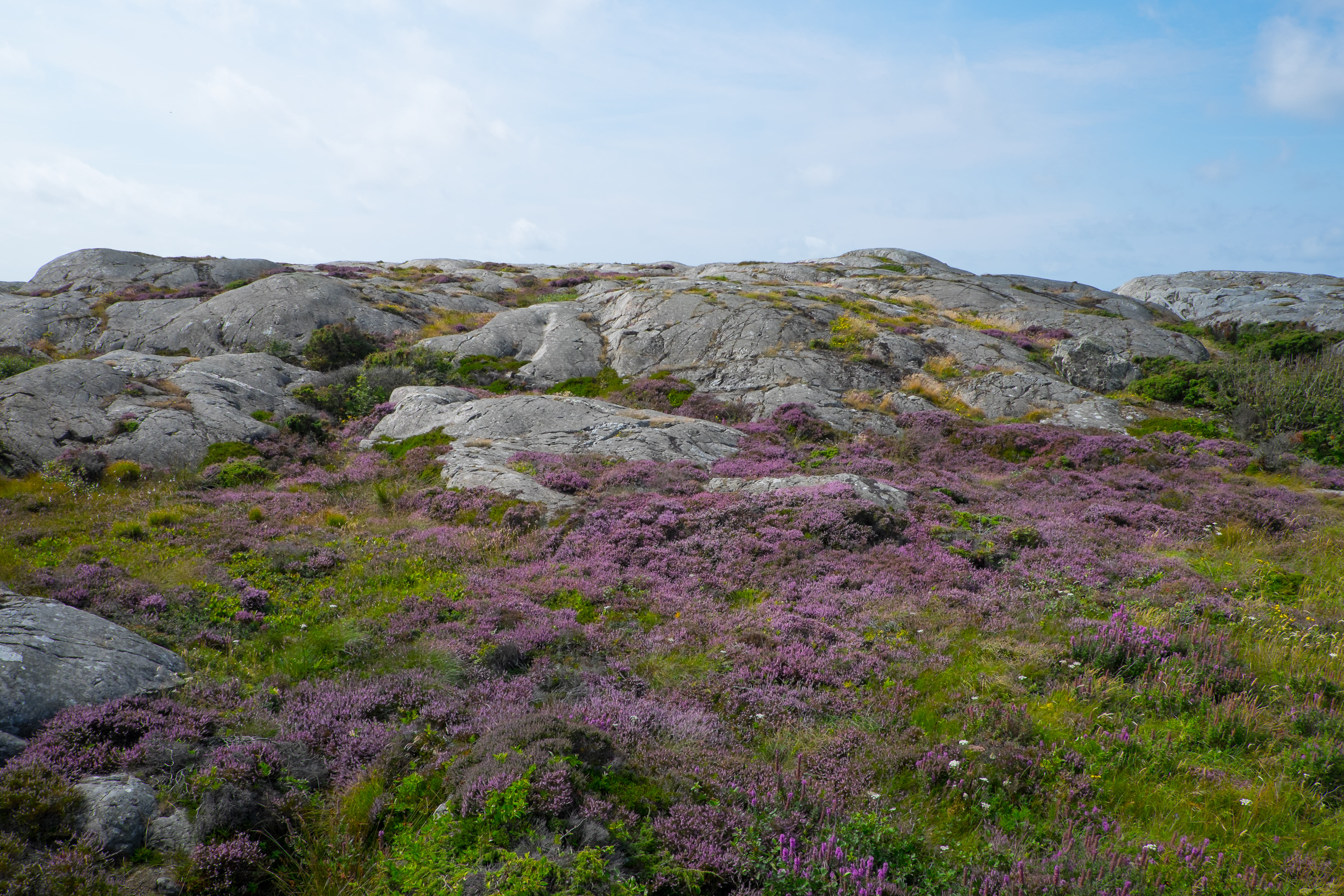
Ljungväxt bland klipporna på Väderöarna.

Väderöarna omnämns i skrift för första gången, troligen runt 1624 men ristningar pekar på att hamnen använts i större utsträckning sedan 1500-talet. Ristningarna består bland annat av bomärken, kompassrosor, årtal och sköldar. De har ristats av sjöfarare och som troligen kom med handelsskutor från delar av Nordvästeuropa. På en karta av Kjettil Classon Felterus från 1658 är öarna utritade med beteckningen Weröiyerne. 

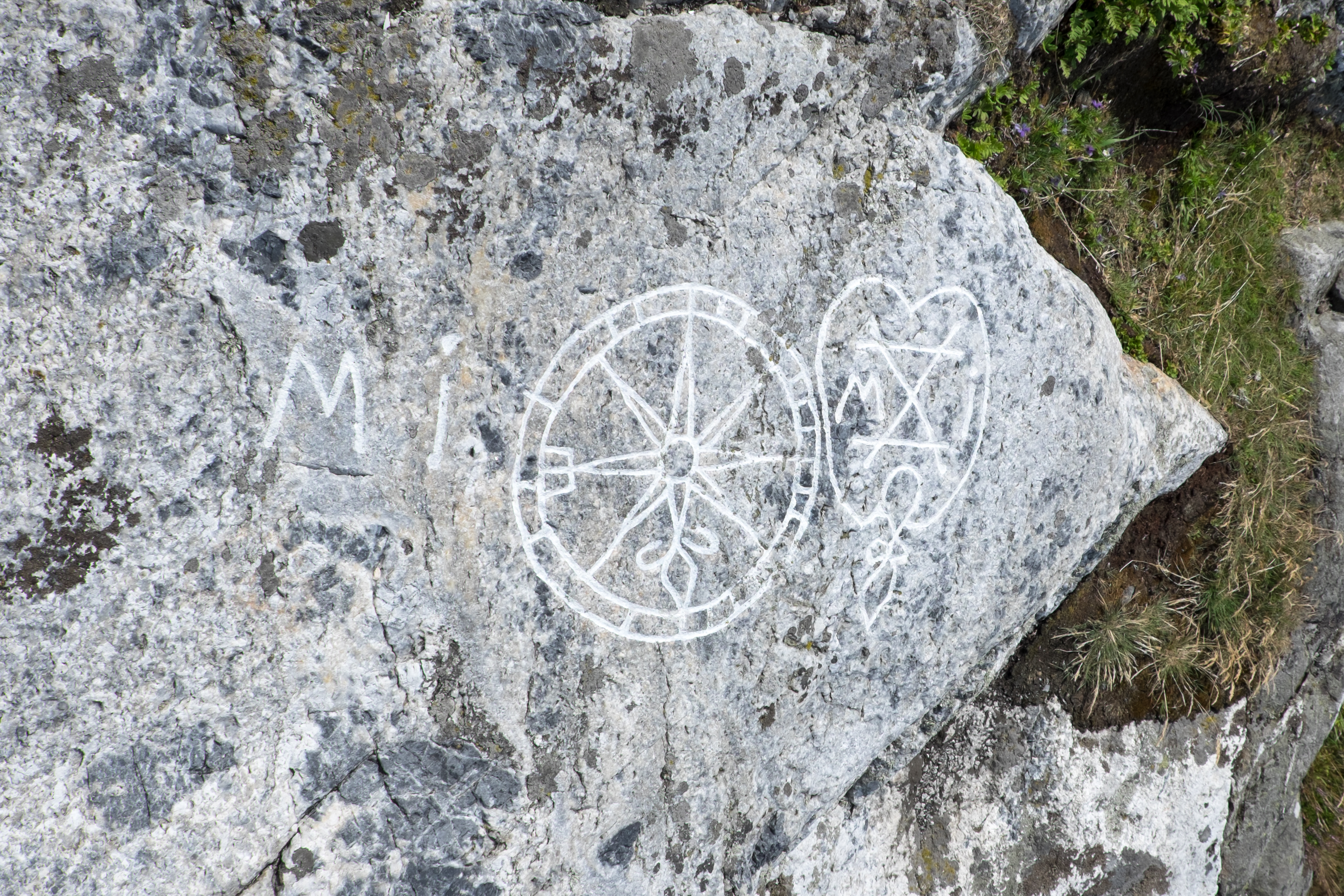
Stenristning i formen av en kompassros på Storön, Väderöarna.

## Djur- och växtliv
Väderöarna är ett Natura 2000-område och naturreservat med samma namn sedan 2011. Väderöarnas naturreservat anses som ett av Sveriges mest värdefulla havsområden. Miljön är av stor betydelse för knubbsäl som har ett av västkustens starkaste fästen vid Väderöarna. Fågellivet är också mycket rikt med flera par av labb, toppskarv och tobisgrissla. I vattnen utanför finns det levande korallrev vilket i Sverige bara finns här och i Kosterhavets nationalpark.

## Väderstation
Den meteorologiska station, som tidigare fanns på Väderöbod, är idag en automatiserad väderstation som är placerad bredvid lotsutkiken på Storön. Stationen ingår i SMHI:s nät av väderstationer för kustobservationer. Vindobservationer från denna station omnämns i den svenska Sjörapporten.
Den högsta uppmätta vågen längs västkusten och tillika svenskt rekord, 14,4 m, registrerades av mätbojen sydväst om Väderöarna den 10 januari 2015.